# Albert Ghiorso
Albert Ghiorso, född 15 juli 1915 i Vallejo, Kalifornien, död 26 december 2010 i Berkeley, Kalifornien, var en amerikansk kärnteknikforskare.

## Biografi
- Grundläggande examen (Bachelor of Science, BC) vid University of California, Berkeley 1937.
- Deltog i utvecklingen av den första atombomben (Manhattan-projektet).
- Konstruerade världens första kommersiellt användbara Geiger-räknare.
- Har på egen hand eller i samarbete med andra syntetiserat ett tiotal transuraner.